# Melanochromis
Melanochromis (Gr.: „melan(os)“ (μέλας) = schwarz(er); Chromis (Gattung von Riffbarschen, in der früher auch Buntbarsche beschrieben wurden)) ist eine Gattung afrikanischer Buntbarsche (Cichlidae). Sie leben endemisch im Malawisee in Ostafrika und gehören zu den an das Biotop der Felsküsten gebundenen Mbuna.

## Merkmale
Wie bei der eng verwandten Gattung Pseudotropheus haben alle Melanochromis größere, zweispitzige, äußere Kieferzähne, während die inneren Kieferzähne klein und dreispitzig sind. Bei den Melanochromis-Arten sind die Schlundzähne allerdings größer, außerdem haben sie weniger.
In ihr wurden Arten aufgenommen, die in ihrer am besten bei Jungfischen und Weibchen zu erkennenden schwarzen Grundpigmentierung eine deutliche Querstreifung aufweisen und denen eine waagerechte Streifung fehlt. Bei den geschlechtsreifen Männchen wird diese Grundpigmentierung durch eine farbenfrohe Prachtfärbung überlagert. Das Muster der Grundpigmentierung wird zur Klassifikation herangezogen, da man annimmt, das dieses Zeichnungsmuster wenig durch Umweltfaktoren beeinflusst wird und damit eine stammesgeschichtliche Verwandtschaft erkennen lässt, im Unterschied zu morphologischen Merkmalen, wie die Bezahnung, die sich durch die rasche Evolution der Malawiseebuntbarsche stark geändert haben.
Vor kurzem wurde die Diagnose der Gattung überarbeitet und jetzt wird das Melaninmuster zur Gattungsbestimmung herangezogen. Zur Gattung Melanochromis gehören jetzt nur noch Arten die auf den Körperseiten zwei horizontale, schwarze Streifen auf einer hellen Grundfärbung zeigen. Der obere Streifen ist 1 bis 2 Schuppen breit, kann unterbrochen sein und liegt unterhalb der Rückenflossenbasis, der breitere, untere ist 2 bis 3 Schuppen breit, immer durchgehend und berührt die untere Seitenlinie. Bei dominanten Tieren, vor allem bei fortpflanzungsaktiven Männchen, möglicherweise auch bei sehr alten Weibchen, ist die Färbung oft genau andersherum, auf einer dunklen Grundfärbung zeigen sich je zwei helle, meist weißliche oder hellblaue Längsstreifen auf jeder Körperseite.
Alle Melanochromis-Arten sind oviphile Maulbrüter.

## Arten

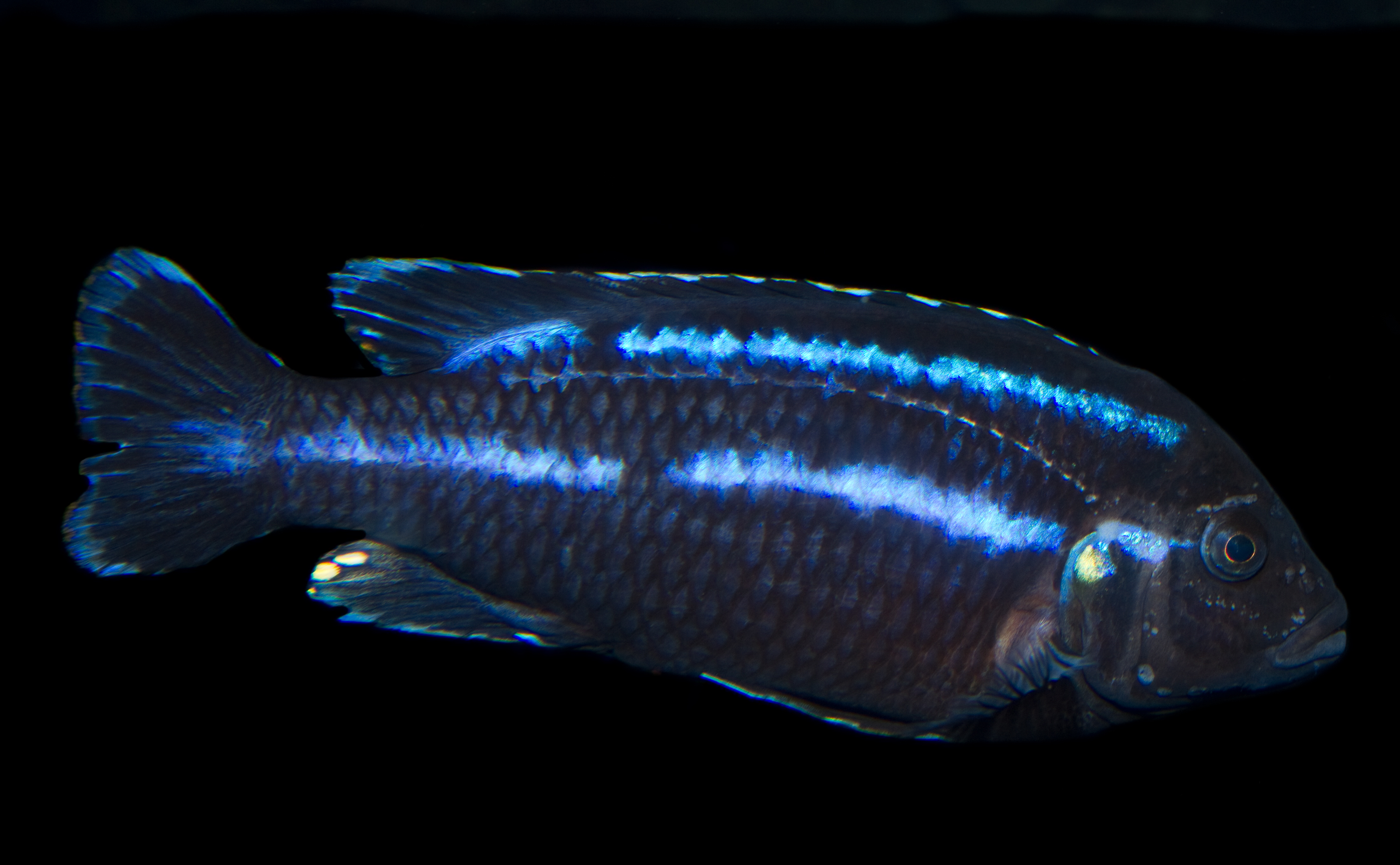
Melanochromis loriae-Männchen

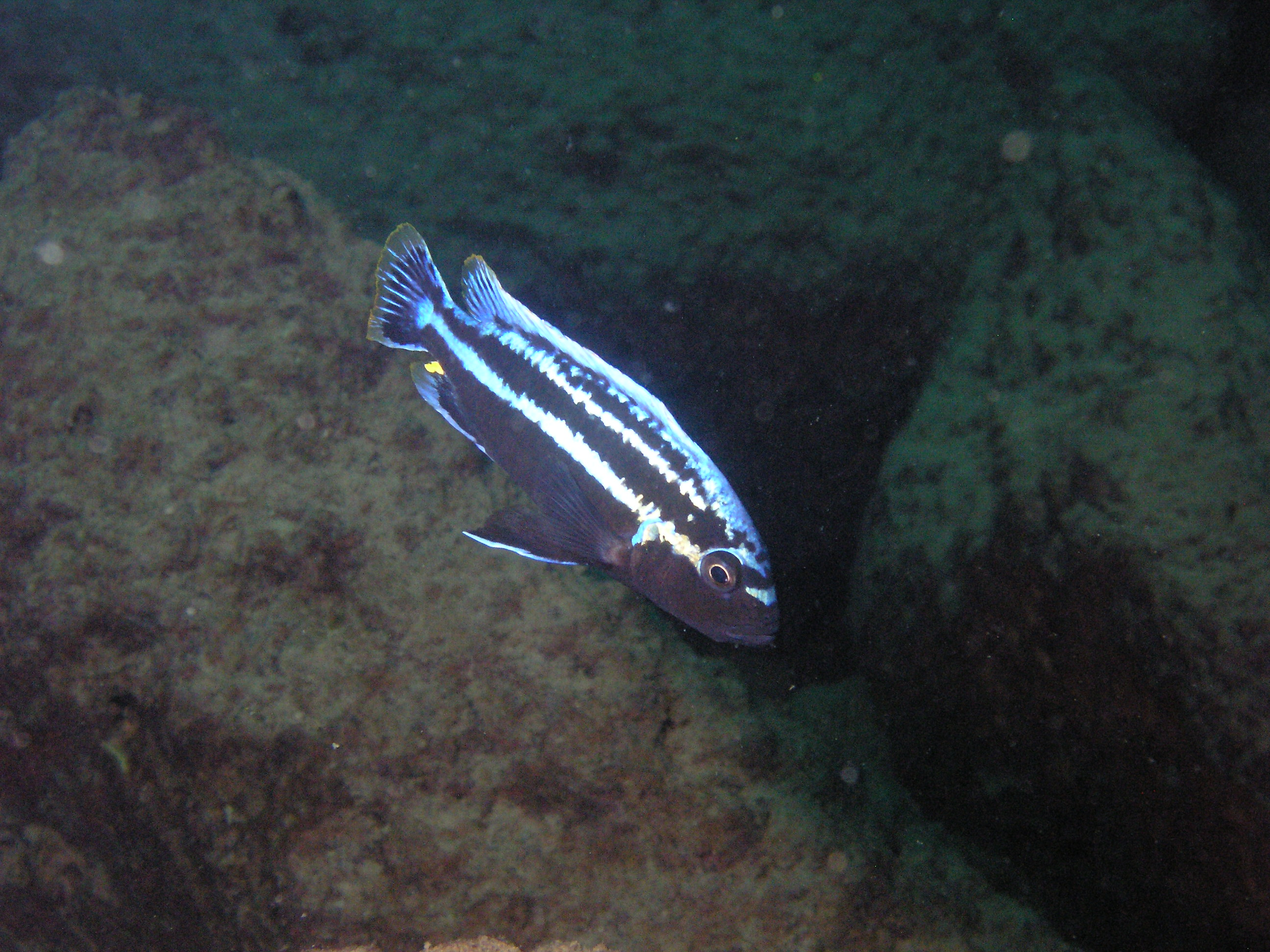
Unbestimmtes Melanochromis-Männchen

- Türkisgoldbarsch (Melanochromis auratus) (Boulenger, 1897).
- Melanochromis baliodigma Bowers & Stauffer, 1997.
- Melanochromis chipokae Johnson, 1975.
- Melanochromis dialeptos Bowers & Stauffer, 1997.
- Melanochromis heterochromis Bowers & Stauffer, 1993.
- Melanochromis kaskazini Konings-Dudin, Konings & Stauffer, 2009.
- Melanochromis lepidiadaptes Bowers & Stauffer, 1997.
- Melanochromis loriae Johnson, 1975.
- Melanochromis melanopterus (Trewavas, 1928). (Typusart)
- Melanochromis mossambiquensis Konings-Dudin, Konings & Stauffer, 2009.
- Melanochromis mpoto Konings & Stauffer, 2012.
- Melanochromis robustus (Kullander, 1986).
- Melanochromis simulans (Regan, 1922).
- Melanochromis vermivorus Trewavas, 1935.
- Melanochromis wochepa Konings-Dudin, Konings & Stauffer, 2009.